# Colombine

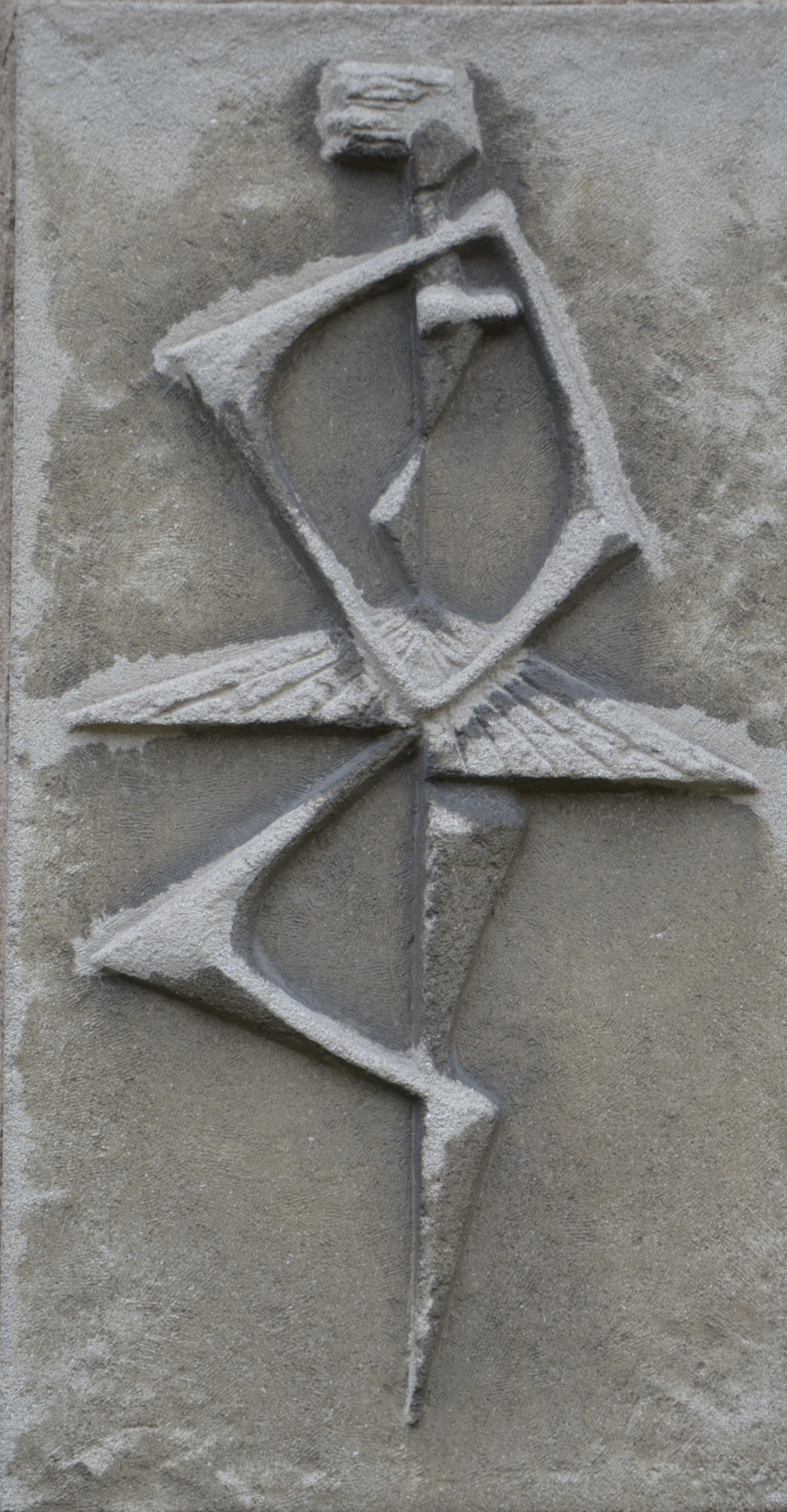
Colombine, relief av Arne Jones på husfasad i Västertorp i Stockholm

Colombine är ett drama av Carl Jonas Love Almqvist. Det ingår i band VII av den så kallade duodesupplagan av Törnrosens bok, vilket utkom 1835. Pjäsen har underrubriken ”Historien om Dufwan från Skåne” och är en komedi om en ung prostituerad kvinna.
Colombine fick urpremiär 1962 på Studentteatern i Lund i regi av Richard Bark. Pjäsen har spelats in två gånger av Radioteatern; 1953 i regi av Palle Brunius med Ulla Smidje, Jan Malmsjö och Maria Schildknecht och 1973 i regi av Ernst Günther med Torsten Lilliecrona. 1970 spelades den även av TV-teatern i bearbetning av Ulf Palme (uppgift om regissör saknas). 1982 sattes Colombine, dufvan från Skåne upp på Kungliga Dramatiska Teatern i regi av Katarina Sjöberg med Maria Johansson och Ulf Johanson.